# Alexander Doom
Alexander Doom (* 25. April 1997 in Roeselare) ist ein belgischer Sprinter, der sich auf den 400-Meter-Lauf spezialisiert hat. Mit der belgischen 4-mal-400-Meter-Staffel wurde er 2022 und 2024 Hallenweltmeister sowie 2023 Halleneuropameister. Zudem wurde er 2024 Halleneuropameister sowie Europameister über 400 Meter und feierte damit seine bisher größten Erfolge.

## Sportliche Laufbahn
Erste internationale Erfahrungen sammelte Alexander Doom im Jahr 2013, als er beim Europäischen Olympischen Jugendfestival (EYOF) in Utrecht in 47,93 s die Goldmedaille über 400 Meter gewann. 2015 nahm er mit der belgischen 4-mal-400-Meter-Staffel an den Junioreneuropameisterschaften in Eskilstuna teil und belegte dort in 3:14,12 min den fünften Platz, während er bei den U20-Weltmeisterschaften im Jahr darauf in Bydgoszcz mit 3:10,78 min im Vorlauf ausschied. 2017 schied er bei den U23-Europameisterschaften ebendort mit 48,52 s in der ersten Runde aus und wurde mit der Staffel in 3:06,45 min Fünfter. Zwei Jahre später gelangte er bei den U23-Europameisterschaften in Gävle im Einzelbewerb bis in das Halbfinale und wurde dort disqualifiziert und mit der Staffel konnte er das Finalrennen nicht beenden. 2021 schied er bei den Halleneuropameisterschaften in Toruń mit 47,18 s in der ersten Runde aus und belegte mit der Staffel in 3:06,96 min den vierten Platz. Im August belegte er bei den Olympischen Sommerspielen in Tokio mit 2:57,88 min im Finale den vierten Platz und verhalf der Mixed-Staffel zum Finaleinzug.
2022 erreichte er bei den Hallenweltmeisterschaften in Belgrad mit der Staffel das Finale und gewann dort in 3:06,52 min gemeinsam mit Julien Watrin, Jonathan Sacoor und Kevin Borlée die Goldmedaille. Anfang Juni siegte er in 46,03 s bei der BoXX United Manchester World Athletics Continental Tour und schied dann bei den Weltmeisterschaften in Eugene mit 45,80 s im Halbfinale aus. Zudem gewann er mit der Männerstaffel mit 2:58,72 min im Finale die Bronzemedaille hinter den Teams aus den Vereinigten Staaten und Jamaika. Im August schied er bei den Europameisterschaften in München mit 45,77 s im Halbfinale über 400 Meter aus und gewann mit der Staffel in 2:59,49 min die Silbermedaille hinter dem Vereinigten Königreich. Im Jahr darauf erreichte er bei den Halleneuropameisterschaften in Istanbul das Finale über 400 Meter, ging dort aber nicht an den Start. Zudem gewann er im Staffelbewerb in 3:05,83 min gemeinsam mit Dylan Borlée, Kevin Borlée und Julien Watrin die Goldmedaille. Im August schied er bei den Weltmeisterschaften in Budapest mit 45,57 s im Halbfinale aus und verpasste mit der Staffel mit 3:00,33 min den Finaleinzug. 2024 siegte er in 45,25 s bei den Hallenweltmeisterschaften in Glasgow und setzte sich damit gegen den favorisierten Karsten Warholm aus Norwegen durch. Zudem verteidigte er mit der Staffel in 3:02,54 min seinen Titel. Im Mai wurde er bei den World Athletics Relays in Nassau in 3:01,16 min Dritter in der Finalrunde über 4-mal 400 Meter hinter den Teams aus Botswana und Südafrika. Anschließend siegte er in 44,51 s beim Meeting International Mohammed VI d’Athlétisme de Marrakesch und damit erstmals innerhalb eines Rennens der Diamond League. Im Juni triumphierte er bei den Europameisterschaften in Rom mit einem neuen Meisterschaftsrekord von 44,15 s, der gleichzeitig auch einen neuen belgischen Rekord darstellte. Zudem belegte er mit der Mixed-Staffel in 3:11,03 min den vierten Platz und stellte damit ebenfalls einen neuen Landesrekord auf und sicherte sich mit der Männerstaffel in 2:59,84 min gemeinsam mit Jonathan Sacoor, Robin Vanderbemden und Dylan Borlée die Goldmedaille. Im August belegte er bei den Olympischen Sommerspielen in Paris in 3:09,36 min den vierten Platz in der Mixed-Staffel und über 400 Meter musste er verletzt im Semifinale auf.
In den Jahren von 2021 bis 2023 wurde Doom belgischer Meister im 400-Meter-Lauf im Freien sowie 2017, 2020 und 2021 in der Halle.

## Persönliche Bestleistungen
- 200 Meter: 21,10 s (+0,6 m/s), 8. Mai 2022 in Sint-Niklaas
- 400 Meter: 44,15 s, 10. Juni 2024 in Rom (belgischer Rekord)
  - 400 Meter (Halle): 45,25 s, 2. März 2024 in Glasgow (belgischer Rekord)